# Harraphidia laufferi
Harraphidia laufferi is een kameelhalsvliegensoort uit de familie van de Raphidiidae. De soort komt voor in Spanje en Portugal.
Harraphidia laufferi werd voor het eerst wetenschappelijk beschreven door Navás in 1915.